# SN 2007hy
SN 2007hy – supernowa typu Ia odkryta 3 września 2007 roku w galaktyce A033942+0105. W momencie odkrycia miała maksymalną jasność 20,90m.